# Bridgett Riley
Bridgett Riley (* 13. Mai 1973 in Oakville, Missouri) ist eine US-amerikanische Stuntfrau, Schauspielerin und ehemalige Boxerin.

## Leben
Bridgett Riley wurde am 13. Mai 1973 in Oakville in Missouri geboren. Sie hat drei Brüder. Im Kindesalter begann sie mit der Kampfsportart Karate, bevor sie sich in kickboxen versuchte. Ihr Vater, der sie in dem Vorhaben unterstützte professionelle Kickboxerin zu werden, erkrankte an Krebs und verstarb im Mai 1993 im Altern von 63 Jahren.

## Karriere

### Boxen
Als professionelle Kickboxerin konnte Riley drei große Titel gewinnen und beendet diese mit einer Statistik von 26-2-0. Bridgett Riley konnte bei ihrem Boxdebüt im Bantamgewicht am 8. April 1994 im Hilton Hotel in Laughlin, Nevada gewinnen. Ihren Kampfnamen „Baby Doll“ erhielt Riley von ihrem ersten Kickboxtrainer. Am 15. Februar 1998 konnte Riley den IFBA-Titel im Bantamgewicht gewinnen. Am 13. März 1999 bestritt sie den Vorkampf im Madison Square Garden, wobei sich im Hauptkampf Lennox Lewis und Evander Holyfield in einem Titelvereingungskampf gegenüberstanden. Ihr Promoter war Don King. Ihre Karriere als Boxerin beendete sie am 4. Mai 2003 mit einer Statistik von 15-3-0.

### Stuntfrau
Während ihre Boxkarriere arbeitete Riley auch als Stuntdouble. So führte sie ihre ersten Stunts in der Fernsehserie Walker, Texas Ranger durch. Anschließend war sie das Stuntdouble aber wurde auch in Kampfszenen des gelben Power Rangers in der Fernsehserie Mighty Morphin Power Rangers sowie im Film Power Rangers – Der Film, der mit der Handlung der Serie aber nichts zu tun hat, eingesetzt. Es folgten weitere Anstellung als Stuntfrau für Filme wie Ghosts of Mars, Million Dollar Baby, Die Insel, Transformers und Watchmen – Die Wächter.
Neben ihrer Tätigkeit als Stuntfrau, wurde sie auch für das Motion-Capture-Verfahren u. a. für die Filme Catwoman und Constantine. Im Jahr 2010 war sie das Stuntdouble von Scarlett Johansson in der Marvelverfilmung von Iron Man 2, sowie von Amanda Seyfried in Gone. Für die Romanverfilmung Bis(s) zum Ende der Nacht wurde sie als Stuntdouble für die Schauspielerinnen Ashley Greene, Elizabeth Reaser, Casey LaBow und Mía Maestro in beiden Teilen eingesetzt.

### Schauspielerin
Während Riley in der Fernsehserie Mighty Morphin Power Rangers die Stunts des gelben Power Rangers durchführte, schlüpfte sie in 92 Episoden von 1993 bis 1995 in das Kostüm der Monsterpatrouille, den Gegenspielern der Power Ranger. Im Anschluss daran wirkte sie in der Martial-Arts-Sendung WMAC Masters, in elf Episoden unter ihrem Kampfnamen Baby Doll mit. Nach Gastauftritten in Serien wie Bones – Die Knochenjägerin und CSI: Vegas stand sie 2007 in dem Kurzfilm Fetch und 2012 im Boxfilm Bare Knuckle, der beim Atlantic City Cinefest als bester Film ausgezeichnet wurde, vor der Kamera. In dem im Jahr 2016 erschienenen dritten Teil der Star-Trek-Neuauflage wurde sie als Stuntdouble von Sofia Boutella eingesetzt.

## Filmografie (Auswahl)

### Stuntfrau
- 1994: Mighty Morphin Power Rangers (Fernsehserie)
- 1995: Power Rangers – Der Film (Mighty Morphin Power Rangers: The Movie)
- 1996: Glimmer Man
- 1997: Dharma & Greg (Fernsehserie)
- 1998: Charmed – Zauberhafte Hexen (Charmed, Fernsehserie)
- 1999: Angel – Jäger der Finsternis (Angel, Fernsehserie)
- 2001: Scary Movie 2
- 2001: Ghosts of Mars
- 2002: The Scorpion King
- 2004: Catwoman
- 2004: Million Dollar Baby
- 2005: Die Insel (The Island)
- 2005: Constantine
- 2006: Material Girls
- 2007: Next
- 2007: Transformers
- 2008: Jumper
- 2008: Ananas Express (Pineapple Express)
- 2009: Watchmen – Die Wächter (Watchman)
- 2009: G.I. Joe – Geheimauftrag Cobra (G.I. Joe: The Rise of Cobra)
- 2010: Iron Man 2
- 2011: Atemlos – Gefährliche Wahrheit (Abduction)
- 2011: Breaking Dawn – Biss zum Ende der Nacht, Teil 1 (The Twilight Saga: Breaking Dawn – Part 1)
- 2012: Breaking Dawn – Biss zum Ende der Nacht, Teil 2 (The Twilight Saga: Breaking Dawn – Part 2)
- 2012: Gone
- 2014: Paranormal Activity: Die Gezeichneten (Paranormal Activity: The Marked Ones)
- 2014: Scouts vs. Zombies – Handbuch zur Zombie-Apokalypse (Scouts Guide to the Zombie Apocalypse)
- 2016: Star Trek Beyond

### Schauspielerin
- 1993–1995: Mighty Morphin Power Rangers (Fernsehserie, 92 Episoden)
- 1995–1996: WMAC Masters (Fernsehserie, elf Episoden)
- 2006: CSI: Vegas (CSI: Crime Scene Investigation, Fernsehserie, Episode 7x04 Happy Slapping’)
- 2006: Bones – Die Knochenjägerin (Bones, Fernsehserie, Episode 2x08 Zwei Schicksale im Sand)
- 2007: Fetch (Kurzfilm)